# Nicolas Dethier
Pour les articles homonymes, voir Dethier.
Nicolas Dethier, né le 29 décembre 1888 à Beyne-Heusay et y mort le 12 février 1976 fut un homme politique belge, membre du Parti ouvrier belge, ensuite du PSB. 
Dethier fut mineur dès ses 12 ans; il devint militant syndical et devient président national de la Centrale syndicale des travailleurs des mines de Belgique en 1962; il est aussi membre du directoire de la Fédération générale du travail de Belgique (FGTB). 
Il fut élu conseiller communal (1927-33), échevin (1933-36) et bourgmestre (1936-64) de Beyne-Heusay, conseiller provincial de la province de Liège (1946-48), sénateur coopté (1954-1961).
Il est inhumé à l'ancien cimetière de Heusay.